# Drużynowe Mistrzostwa Świata Juniorów na Żużlu 2008
Drużynowe Mistrzostwa Świata Juniorów na Żużlu 2008 (DMŚJ) – cykl turniejów żużlowych, mających wyłonić najlepszą drużynę narodową (do lat 21) w sezonie 2008. Po raz czwarty z rzędu w mistrzostwach zwyciężyła reprezentacja Polski.

## Finał
- Holsted, 21 września 2008

| Msc |                                                                          | Drużyna / Zawodnik                                            | Biegi       | Punkty |
| --- | ------------------------------------------------------------------------ | ------------------------------------------------------------- | ----------- | ------ |
| 1   |                                                                          | Polska                                                        | Polska      | 40     |
| 1   | Michał Mitko Artur Mroczka Grzegorz Zengota Maciej Janowski Daniel Pytel | (0,1,2,2,2) (u,1,3,2,3) (0,2,3,3,0) (3,3,2,1,2) (2,2,0,1,0)   | 7 9 8 11 5  |        |
| 2   |                                                                          | Dania                                                         | Dania       | 39     |
| 2   | Nicolai Klindt Patrick Hougaard Peter Kildemand René Bach Morten Risager | (3,3,2,1,3) (3,2,2,3,3,3) (1,w,–,–,0) (1,3,2,w,0) (1,2,1,0,–) | 12 16 1 6 4 |        |
| 3   |                                                                          | Szwecja                                                       | Szwecja     | 38     |
| 3   | Kim Nilsson Ludvig Lindgren Simon Gustafsson Ricky Kling Billy Forsberg  | (1,3,1,2,2) (2,1,0,2,0) (2,1,1,3,1) (2,1,1,1,3) (3,u,1,2,2)   | 9 5 8 8     |        |
| 4   |                                                                          | Australia                                                     | Australia   | 32     |
| 4   | Troy Batchelor Robert Księżak Chris Holder Tyron Proctor Kozza Smith     | (2,0,0,3,1) (1,0,–,1,–) (3,3,3,3,3,1) (0,2,3,0,2) (0,0,0,0,1) | 6 2 16 7 1  |        |

Bieg po biegu:
1. Klindt, Batchelor, Nilsson, Mitko
2. Hougård, Lindgren, Księżak, Mroczka (u)
3. Holder, Gustafsson, Kildemand, Zengota
4. Janowski, Kling, Bach, Proctor
5. Forsberg, Pytel, Risager, Smith
6. Janowski, Risager, Gustafsson, Batchelor
7. Klindt, Pytel, Kling, Księżak
8. Holder, Hougård, Mitko, Forsberg (u)
9. Nilsson, Proctor, Mroczka, Kildemand (w/u)
10. Bach, Zengota, Lindgren, Smith
11. Zengota, Hougård, Kling, Batchelor
12. Holder, Janowski, Forsberg, Kildemand (ns)
13. Holder, Bach, Nilsson, Pytel
14. Proctor, Mitko, Risager, Lindgren
15. Mroczka, Klindt, Gustafsson, Smith
16. Batchelor, Lindgren, Pytel, Kildemand (ns)
17. Gustafsson, Mitko, Księżak, Bach (w)
18. Holder, Mroczka, Kling, Risager
19. Zengota, Forsberg, Klindt, Proctor
20. Hougård, Nilsson, Janowski, Smith
21. Mroczka, Forsberg, Batchelor, Bach
22. Hougård, Nilsson, Batchelor, Zengota
23. Klindt, Janowski, Holder, Lindgren
24. Hougård, Proctor, Gustafsson, Pytel
25. Kling, Mitko, Proctor, Kildemand